# Остання дівчина

Плакат фільму «Крик 2»

Остання дівчина (англ. Final girl) — традиційний персонаж фільмів жахів, де така героїня є головним персонажем, а часто й останнім, хто вижив у фільмі. Основне завдання «останньої дівчини» полягає у протистоянні антагоністу фільмів такого жанру — кіноманіяку.

## Історія
Уперше даний типаж з'явився у слешері «Хелловін», після чого він став домінуючим типажем для фільмів подібного жанру. Термін був придуманий Керол Джей Кловер у книзі «Чоловіки, жінки та бензопили», де авторка досліджує популярність та інтерес до фільмів жахів, зокрема слешерів, з погляду фемінізму.

## Використання терміна
Значення терміна «остання дівчина» (Final Girl), запропоноване Кловер у дослідженні 1992 року, — досить вузьке. Дослідниця вивчала фільми-слешери 1970-х і 1980-х років (період також званий «золотою ерою» цього жанру) і визначила персонажку «Final Girl» як дівчину, яка є єдиною людиною, що вижила з групи людей (зазвичай молоді чи підлітків), переслідуваних лиходієм. «Остання дівчина» наприкінці фільму стикається у завершальній сутичці із лиходієм (вбиває його сама або виявляється врятована в останню хвилину, наприклад, поліціянтом). Вона має такий «привілей» — вижити — через свою моральну перевагу (наприклад, вона єдина, хто відмовляється від сексу, наркотиків або інших подібних дій, на відміну від своїх друзів). Відповідно до стереотипів виживання вона часто об'єднує якості таких типажів, як "герой", "кралечка" і "дівчина в біді".

## У популярній культурі
Сцена із телесеріалу «Баффі — переможниця вампірів», де Баффі та її друзі голосно розмовляють у кінотеатрі:
Бенні: Я не вірю цим людям. Ми заплатили гроші, щоб побачити це.
Пайк: Ні, не заплатили.
Бенні: О, так. Але я все одно хочу знати, що відбувається!
Баффі (стисло розповідає про концепт "останньої дівчини"): Усі були жахливо вбиті, крім блондинки в нічній сорочці, яка нарешті вбила монстра мачете. Але насправді він не мертвий.
Дженніфер: Боже мій, це правда?
Баффі: Напевно. Що це за фільм?

## Концепт тропа
Загальною сюжетною лінією багатьох фільмів жахів є така, у якій лиходій убиває кілька жертв одну за одною на тлі наростального жаху, кульмінацією якого є сцена, коли останній член групи, зазвичай жінка, або перемагає вбивцю, або рятується.
Троп «остання дівчина» змінювався з часом: від ранніх героїнь, що вижили, представлених як «діви в біді» (врятовані сильним чоловічим персонажем, наприклад, поліціянтом чи героїчним незнайомцем), до більш сучасних «останніх дівчат», яким вдається вижити завдяки своїм власним здібностям.
Попри це, дослідники скептично ставляться до факту становлення «останньої дівчини» як сильного персонажа поряд з чоловічими. Як вважає Тоні Вільямс, у багатьох фільмах-слешерах перемога дівчини, що вижила, над антагоністом-вбивцею або якоюсь сутністю не так однозначна або є такою лише на перший погляд. Так, кінцівка в багатьох фільмах дає натяк на те, що антагоніст може бути все ще живий (як зачеплення на наступний сиквел фільму), або демонструє невизначене майбутнє героїні, що вижила. Найчастіше «остання дівчина» або потрапляє до психіатричної лікарні, або виявляється убитою надалі. Наприклад, у третій частині «П'ятниця 13-те» Крістіна Гіґґінс впадає в кататонічний ступор після бою з Джейсоном наприкінці фільму; Аліса Гарді вижила в першому фільмі «П'ятниця, 13-те», але вбита на самому початку другого.
Дерек Соулз вважає, що трагічна доля останніх дівчат показує уявлення патріархального суспільства про стримування або знищення здібних і незалежних жінок. У пізніших фільмах тенденція почала змінюватися, і доля персонажа «останньої дівчини» не є вирішеною і трагічною (примітний приклад — серія фільмів «Крик»).

## Приклади
- Еллен Ріплі («Чужий»)
- Сідні Прескотт («Крик»)
- Гейл Везерс («Крик»)
- Брук Томпсон («Американська історія жаху: 1984»)
- Донна Чемберс («Американська історія жаху: 1984»)
- Лорі Строуд («Хелловін»)
- Ненсі Томпсон («Кошмар на вулиці В'язів»)
- Джулі Джеймс («Я знаю, що ви скоїли минулого літа»)
- Емма Дюваль («Крик», телесеріал)
- Еліс Гарді («П'ятниця, 13-те»)
- Саллі Гардесті («Техаська різанина бензопилою»)
- Кейт Ллойд («Дещо»)
- Джесс Бредфорд («Чорне Різдво»)
- Еліс («Оселя зла»)
- Рейчел Келлер («Дзвінок»)
- Аманда Янг («Пила 2»)
- Ерін («Тобі кінець!»)